# Pjeter Arbnori
Pjeter Arbnori (Durazzo, 18 gennaio 1935 – Napoli, 8 luglio 2006) è stato un politico, scrittore e attivista albanese.
Fu soprannominato "il Mandela dei Balcani" per aver resistito ad una detenzione lunga 28 anni nelle carceri albanesi.

## Giovinezza
Orfano di padre, gendarme cattolico ucciso nel 1942 nella guerra civile contro i partigiani di Enver Hoxha, ebbe un'infanzia durissima, in cui fu, parole sue, "più affamato che sfamato". Il ragazzo frequentò la scuola a Scutari e nel 1949 entrò a far parte di una organizzazione segreta giovanile che distribuiva propaganda anti-comunista. Nonostante la povertà, riuscì a finire gli studi di scuola secondaria superiore aggiudicandosi una medaglia d'oro, riconoscimento che però non gli valse neppure il permesso di proseguire gli studi all'università. Ciò derivante dalla repressione dittatoriale e dal sistema inquisitorio instaurato nel periodo comunista, che lo accusò insieme alla madre e alle sorelle maggiori,  di aver iniziato a prendere parte a formazioni di resistenza contro il governo comunista di Enver Hoxha quando era ancora un ragazzo. 
Finito il liceo, a diciotto anni Arbnori faceva già l'insegnante in piccolo paese di montagna, ma perse il posto nel giro di un anno per motivi politici. In questo periodo finì nei guai anche la sorella Antonietta, condannata a dieci anni di carcere per aver diffuso della propaganda anti-comunista.
Senza lavoro e finito il servizio militare, il giovane Arbnori si mise a girare tra le montagne per guadagnarsi da vivere lavorando nei campi. Nonostante il lavoro agricolo lo assorbisse 10 ore al giorno, 6 giorni alla settimana, riuscì a iscriversi alla Facoltà di Filologia dell'Università di Tirana di nascosto alle autorità. Superate le difficoltà burocratiche, Arbnori bruciò le tappe, portando a compimento gli studi per corrispondenza nella metà dei cinque anni richiesti.

## La lotta contro il governo
Poté così, nel 1960, iniziare a fare il professore di letteratura: fu assegnato all'ex scuola americana della città industriale di Kavajë, dove però restò meno di un anno. Quello infatti fu l'anno della rottura dell'Albania con l'Unione Sovietica, una cosa che fece sperare molti in un'apertura al pluralismo. Così Arbnori, insieme ad altri intellettuali, formò un'organizzazione socialdemocratica di stampo occidentale, ma lo venne a sapere la polizia segreta albanese, la Sigurimi, e per sette di loro si spalancarono le porte del gulag.
Seguirono due anni di interrogatori e torture, culminati con un processo che si concluse con la condanna a morte. Arbnori riuscì comunque ad evitarle perché "anche le esecuzioni erano pianificate, e quella settimana erano già arrivati al numero prestabilito di giustiziati". La pena fu poi commutata in venticinque anni di carcere.
In prigione Arbnori continuò la sua lotta, organizzando la resistenza dei carcerati e dedicandosi a mantenere vivo l'intelletto in vari modi. Fra questi c'era la scrittura, effettuata in caratteri piccolissimi, utilizzando i margini dei giornali permessi agli internati, di scritti destinati in parte, con la fine del regime, ad essere pubblicati.
Quando già aveva scontato la maggior parte della pena e cominciava ad intravederne la fine, i carcerieri di Arbnori fecero aggiungere alla sua condanna altri dieci anni. La detenzione finì nel 1989: nel gulag aveva passato oltre 28 anni.

## Il ritorno alla libertà
Arrestato a 26 anni, tornò in libertà che ne aveva 54 compiuti. Ad un'età in cui la maggior parte delle persone è incamminata verso la pensione, egli ricominciò la vita da capo, prese moglie e si mise a fare il falegname apprendista. Inoltre, nonostante le lunghe sofferenze, prese parte subito al movimento democratico di crescente opposizione al regime.
Costituito il Partito Democratico d'Albania a Scutari, ne divenne il Segretario generale e fu eletto deputato nelle prime elezioni libere. Per due volte, nel 1992 e nel 1996, è stato eletto portavoce del Parlamento ed è stato anche, per un tempo brevissimo, Presidente dell'Albania ad interim.
Nell'agosto del 1997, passato ai banchi dell'opposizione in Parlamento in seguito alla vittoria alle elezioni del Partito Socialista Albanese di Fatos Nano, Arbnori mise in atto uno sciopero della fame per protestare contro il monopolio dei media da parte della maggioranza. Fu qui che la fama del "Mandela dei Balcani" richiamò l'attenzione di molti governi occidentali, il cui appoggio valse a far intervenire il Presidente della Repubblica, Rexhep Meidani, ed a far approvare dal Parlamento delle garanzie formali dell'indipendenza della stampa, note con il nome di "Emendamento Arbnori" alla Costituzione.
Pjeter Arbnori è morto nel 2006 a Napoli, di emorragia cerebrale, lasciando moglie e due figli ancora adolescenti. L'Albania gli ha riservato i funerali di Stato, a cui hanno presenziato più di 600 persone affluite a Scutari per rendergli l'ultimo omaggio.
Subito dopo la sua morte, gli venne intitolata la Piramide di Tirana e nel 2007 venne istituito il premio Pjetër Arbnori per la letteratura, l'equivalente albanese del Premio Pulitzer statunitense.

## Opere pubblicate
- Nga jeta në burgjet komuniste (in Leben in den kommunistischen Gefängnissen, Erlebnisbericht, pubblicato in tedesco, 1992)
- Kur dynden vikingët (racconti, 1992)
- Mugujt e mesjetës (romanzo, 1993)
- Bukuroshja me hijen (racconti, 1994)
- Lettre de prison (1995)
- E bardha dhe e zeza (romanzo, 1995)
- E panjohura – Vdekja e Gebelsit  (racconti, 1996)
- Shtëpia e mbetur përgjysmë (romanzo, pubblicato nel 1997, scritto nel corso di dieci anni di prigionia)
- Vorbulla (romanzo, 1997)
- Brajtoni, një vetëtimë e largët (romanzo, 2000)
- Martiret e rinj në Shqiperi. 10300 ditë e net në burgjet komuniste (2004)